# サミュエル・リングゴールド
サミュエル・B・リングゴールド（Samuel B. Ringgold、1796年 - 1846年5月11日）は、アメリカ陸軍の砲兵隊将校。「近代砲撃戦の父」と呼ばれるようになったいくつかの軍事的な革新で知られる。パロ・アルトの戦いで加えられた負傷が原因で死亡し、米墨戦争で最初に倒れたアメリカ軍の将校としても有名である。
| スタブアイコン | サブスタブ | この項目は、まだ閲覧者の調べものの参照としては役立たない、人物に関連した書きかけの項目です。この項目を加筆・訂正などしてくださる協力者を求めています（P:人物伝/PJ:人物伝）。 |